# Strada Statale 30 di Val Bormida
Die Strada Statale 30 ist eine italienische Staatsstraße, die 1928 zwischen Alessandria und Piana Crixia festgelegt wurde. Sie geht zurück auf die 1923 auf gleichem Laufweg festgelegte Strada nazionale 47. Wegen ihrer Führung am Fluss Bormida trägt sie den namentlichen Titel "di Val Bormida". Ihre Länge beträgt 69 Kilometer. Zwischen Alessandria und Gamalero wurde die SS30 auf Umgehungsstraßen verlegt und die alte Trasse ist Provinzialsstraße mit den Nummern 187 und 244. Eine weitere Umgehung umläuft Acqui Terme südlich. 2001 wurde die SS30 abgestuft; im Piemont zur Regionalstraße und in Ligurien gleich zur Provinzialstraße. 2008 wurde sie dann im Piemont weiter abgestuft zur Provinzialstraße; in Ligurien wieder zur Staatsstraße aufgestuft.